# Federación de Asociaciones de Mujeres Separadas y Divorciadas
La Federación de Asociaciones de Mujeres Separadas y Divorciadas es una organización española, pionera y referente en la defensa de los derechos y los intereses de las mujeres, sus hijas e hijos y en la lucha por la erradicación de la violencia de género.

## Orígenes
Los orígenes de la Federación de Asociaciones de Mujeres Separadas y Divorciadas se remontan a 1973,  año en que Ana María Pérez del Campo Noriega y Mabel Pérez Serrano constituyen en Madrid la Asociación de Mujeres Separadas Legalmente (de ámbito nacional).
A principios de 1974 la Asociación de Mujeres Separadas Legalmente pone en marcha un servicio jurídico que presta asesoría gratuita a las mujeres. Aflora en este momento también la realidad de la violencia de género, por lo que se crea el primer gabinete de atención psicológica a las víctimas de malos tratos.
En 1980, la Asociación de Mujeres Separadas Legalmente se convierte en Asociación de Mujeres Separadas y Divorciadas, nombre que mantiene en la actualidad.
En 1989 se constituye la Federación de Asociaciones de Mujeres Separadas y Divorciadas, de ámbito nacional, presidida desde entonces por Ana María Pérez del Campo Noriega.

## Fines
"Los fines estatutarios respondieron desde su inicio a la defensa de los valores y principios de la igualdad entre los sexos, al reconocimiento de los derechos de la mujer para erradicar la discriminación hasta alcanzar en la sociedad el lugar que como ser humano le corresponde".

## Servicios
La Federación ofrece servicios gratuitos, entre otros, de Asesoría Jurídica y Asesoría Psicológica, tal y como consta en su web oficial.
- En la Asesoría Jurídica se proporciona información y asesoramiento para afrontar con eficacia los procesos contenciosos o de mutuo acuerdo en materia,como por ejemplo: separación, divorcio, nulidad matrimonial, secuestro parentofilial, juicios rápidos; guarda y custodia, reclamación de alimentos, incumplimiento de visitas; liquidación de gananciales, ejecución de sentencias o autos de medidas provisionales, etcétera.

- El Gabinete de Atención Psicológica está dirigido a las mujeres en situación de ruptura de pareja y en violencia de género.

- El Centro de Recuperación Integral está destinado a todas aquellas mujeres y a sus hijas e hijos, víctimas de violencia de género.[4] El Centro de Atención, Recuperación y Reinserción de Mujeres Maltratadas (CARRMM) inicia sus programas de actuación en 1991 con extensión a todas las Autonomías del Estado y bajo subvención presupuestaria del 0,7% del IRPF. A este recurso puede acceder cualquier mujer española o extranjera –con sus hijos/as o sin ellos/as– que haya sufrido violencia machista en sus relaciones de pareja.

El 14 de diciembre de 2016, el Consejo de las Mujeres del Municipio de Madrid hizo entrega en la IX edición del premio Participando creamos espacios de igualdad en reconocimiento a los 25 años de trabajo en favor de las mujeres víctimas de la violencia de género llevado a cabo por el Centro de Atención, Recuperación y Reinserción de Mujeres Maltratadas.
- Programa de Atención y Prevención Mujeres Inmigrantes, financiado por el Ministerio de Empleo y Seguridad Social, a través del Fondo de Asilo Migración e Integración (FAMI).[6]

Igualmente, cualquier mujer que necesite información sobre temas relacionados con su género puede recibirla en la Federación.

## Representación y Participación
La Federación tiene representación en varios organismosː
- El Consejo Estatal de Familias (dependiente de la Secretaría General de Política Social y Consumo, del Ministerio de Sanidad y Política Social).[7]

- El Observatorio Estatal de Violencia sobre la Mujer. Ministerio de Sanidad, Servicios Sociales e Igualdad.[8]

- El Consejo Asturiano de la Mujer.[9]

- La Unión de Asociaciones Familiares, UNAF.[10]

## Asociaciones
Las asociaciones que pertenecen y constituyen la Federación de Asociaciones de Mujeres Separadas y Divorciadas, distribuidas por toda la geografía del país, realizan acciones comunes y prestan servicios semejantes a los descritos para la Federación.
Todas ellas defienden los derechos e intereses de las mujeres y sus hijas e hijos, sus programas contemplan la perspectiva de género y la lucha contra la violencia de género. Defiende el lema "Contra la violencia de género, tolerancia cero".
Relación de Asociaciones:
- Asociación de Mujeres Separadas y Divorciadas de la Comunidad de Madrid
- Asociación de Mujeres Separadas y Divorciadas de Asturias
- Asociación de Mujeres Separadas y Divorciadas (Valencia)
- Asociación de Mujeres Separadas y Divorciadas (Ourense)
- Asociación “Consuelo Berges” de Mujeres Separadas y Divorciadas de Cantabria
- Asociación Vivir Sin Violencia de Género
- Asociación de Mujeres Valdés siglo XXI
- Asociación Crecer Sin Violencia
- Asociación de Mujeres para la Protección de los Hijos e Hijas de las Mujeres Víctimas de Violencia de Género en el Ámbito Familiar
- Asociación Comarcal de Mujeres Separadas y Divorciadas “Minerva Mirabal”
- Veu de la Dona Lliure

## Estadísticas del Terrorismo Machista en Gráficos
La Federación de Asociaciones de Mujeres Separadas y Divorciadas publica en su página web las estadísticas recogidas anualmente con los datos del terrorismo machista en España. Se muestran las cifras y porcentajes de afectación según diferentes criterios: 
- Territorialmente (por comunidades autónomas).
- Víctimas colaterales e instrumentales.
- Víctimas totales por violencia de género.
- Fallecidas víctimas de violencia de género.
- Edades de las mujeres víctimas de violencia de género.

Se puede consultar el año 2016, actualizado a 25 de octubre y el año 2015.

## Decálogo para la prevención de la Violencia de Género de la FNAMSD
La Federación Nacional de Asociaciones de Mujeres Separadas y Divorciadas en su lucha por la erradicación de la violencia de género, lanza un decálogo para reforzar la prevención, detección y lucha contra el maltrato.
1. Si tu pareja vigila tu móvil y tus redes sociales te está controlando, no preocupándose por ti.
2. Los celos no son sinónimo de amor, sino de control, abuso y desconfianza. Tener una pareja no te impide tener otros amigos.
3. Nadie puede decirte qué debes llevar puesto, con quién debes ir o cómo debes actuar, eres adulta para tomar tus propias decisiones, sabes si algo te queda bien o no. Tu pareja no está en posesión de la verdad, lo que tú opines es lo que importa.
4. Eres dueña de tu vida y de tu tiempo, no permitas que nadie lo organice por ti.
5. No te fíes de aquella pareja que te hace pensar que es perfecto, nadie lo es. El príncipe azul no existe.
6. Si te insulta una vez lo hará dos, y lo hará tres, y llegará un punto que será la forma habitual en la que te hable. Las agresiones físicas son sólo un paso más en una relación de abuso. Un insulto no es una broma, es maltrato.
7. Tonta, loca o manipuladora también son insultos y faltas de respeto. Dale la importancia que tienen.
8. Las faltas de respeto, no tienen cabida en una relación de pareja. El respeto es consideración, valoración y amor.
9. Si tu pareja no te ayuda a crecer como persona y como profesional, es que no está buscando tu felicidad y por tanto no le importas.
10. Si él limita tu libertad, te impide ser tú misma.

## La FAMSD en los Medios de Comunicación
La FAMSD está presente en los medios de comunicación con notas de prensa, comunicados, artículos de opinión y entrevistas de su presidenta Ana María Pérez del Campo Noriega, con el fin de poner de manifiesto la defensa de los derechos de las mujeres y la lucha contra la violencia de género:
- Periódico digital BEZ publica el artículo "La desigualdad económica enquista la violencia machista".[15]

- Asociaciones de Mujeres Separadas y Divorciadas reclaman que se retire el Anteproyecto de Ley que santifica la custodia compartida.[16]

- 26-j organizaciones feministas piden a las mujeres que eviten con su voto la custodia compartida impuesta de Ciudadanos.[17]

- Entrevista a Ana María Pérez del Campo: “El feminismo no puede conocer el miedo, porque si lo conoce no hace nada”.[18]
- “Ejemplo” contra la violencia machista, España tiene aún mucho por hacer.[19]
- PSOE presenta a sindicatos y asociaciones de mujeres su ley de igualdad salarial.[20]
- Día Mujer. Mujeres Separadas llama a todas las mujeres y “a los auténticos hombres” a manifestarse contra la desigualdad.[21]
- Intervención de Ana María Pérez del Campo, el 13 de marzo de 2016, en Gestiona Social, contra la Violencia de Género.[22]
- Programa especial contra la Violencia de Género, en el Programa Futuro Abierto de RNE, con la intervención de Ana María Pérez del Campo.[23]
- La FAMSD acude al pleno de la Comunidad de Madrid donde se trata el Plan Integral contra la Violencia de Género.[24]
- Asociaciones de Mujeres Separadas y Divorciadas reclaman que se retire el Anteproyecto de Ley que santifica la custodia compartida.[25]
- Democracia, Mujer y Justicia.[26]
- Entrevista a Ana María Pérez del Campo en Infolibre.es[27]